# Josip Stipanov
Josip Stipanov (Soline, 18. studenoga 1939. – Zagreb, 14. veljače 2021.) bio je hrvatski filozof, knjižničar i ravnatelj Nacionalne i sveučilišne knjižnice u Zagrebu.

## Životopis
Rođen je u mjestu Solinama na Dugom otoku 18. studenoga 1939. Osnovnu školu pohađao je u rodnom mjestu, a klasičnu nadbiskupsku gimnaziju i studij teologije u Zadru. Na Gregoriani u Rimu studirao je filozofiju koju je završio doktoratom (1971.).
Nekoliko godina djelovao je kao profesor klasične nadbiskupske gimnazije i Višeg bogoslovnog učilišta u Zadru. Od 1972. zaposlen je u Nacionalnoj i sveučilišnoj knjižnici u Zagrebu gdje se ponajviše bavio hrvatskom retrospektivnom bibliografijom. Od 1975. do kraja 80-ih godina prošlog stoljeća bio je voditelj službe za razvoj i unaprjeđenje knjižničarstva, potom do 1997. zamjenik ravnatelja, te od 1998. v.d. upravitelja.
Za glavnog ravnatelja imenovan je 2002. godine i na tom mjestu ostaje do umirovljenja krajem veljače 2007. godine. Punih dvadeset godina radio je na ostvarenju nove zgrade. Među inim dao je velik doprinos za učlanjenje knjižnice u mrežu Europskih knjižnica što je ostvareno 2005. godine. Objavio je preko pedeset znanstvenih i stručnih radova, studija i članaka u domaćoj i inozemnoj strukovnoj periodici.

## Djela
- Knjižnice i društvo : od potrebe do mogućnosti (2010.)[2][3]
- Povijest knjižnica i knjižničarstva u Hrvatskoj : od početaka do današnjih dana (2015.)[4][5]
- Komunikacija i društvo : od početaka do danas (2021.)[6][7]

## Odličja, nagrade i priznanja
Za svoj rad dobio je niz priznanja i nagrada od kojih vrijedi izdvojiti Kukuljevićevu povelju Hrvatskoga knjižničarskog društva (1998.) i odlikovanje Reda Danice hrvatske s likom Marka Marulića.

## Vanjske poveznice
Mrežna mjesta
- Josip Stipanov, Knjižničari sutra, Knjižničar/Knjižničarka 7/2016.